# Ноу Ейнджълс
„Ноу Ейнджълс“ (на английски: No Angels) е германска поп група.
Първоначално се състои от 5 певици, избрани през 2000 година от първия сезон на телевизионното шоу „Попстарс“. Това е първата група в Германия, която е създадена чрез телевизионен кастинг. През 2003 групата се разпада, като през януари 2007 Люси Дяковска, Санди Мьолинг, Надя Бенаиса и Джесика Валс се събират отново и правят своето завръщане с албума Destiny.
През март 2008 г. групата е избрана да представя Германия на финала на песенния конкурс Евровизия 2008 в Белград. Люси Дяковска не е първата българка, която представя Германия на този конкурс. Първата нашенка в него е Нора Нова през 1964 г. На конкурса Евровизия 2008 групата остава на едно от последните места едва с 14 точки, като 12 от тях са от България.
През същата година Люси Дяковска става част от 4-членното жури на Music Idol.
През 2011 г. групата отново се разделя, а през февруари 2021 г. отново се събира когато излиза нова версия на дебютния им сингъл и първи хит Daylight in Your Eyes. През юни същата година излиза и шестият албум на групата 20 съдържащ колекция както от презаписи, така и нови песни.

## Дискография

### Студийни албуми
- „Elle'ments“ (2001)
- „Now... Us!“ (2002)
- „Pure“ (2003)
- „Destiny“ (2007)
- „Welcome to the Dance“ (2009)
- „20“ (2021)

### Компилации
- „The Best of No Angels“ (2003)
- „Very Best of No Angels“ (2008)

### Live албуми
- „When the Angels Swing“ (2002)
- „Acoustic Angels“ (2004)

### Сингли
- "Daylight in Your Eyes“ (2001)
- "Rivers of Joy“ (2001)
- "There Must Be an Angel“ (2001)
- "When the Angels Sing/Atlantis“ (2001)
- "Something About Us“ (2002)
- "Still in Love with You“ (2002)
- "Let's Go to Bed“ (2002)
- "All Cried Out“ (2002)
- "No Angel (It's All in Your Mind)“ (2003)
- "Someday“ (2003)
- "Feelgood Lies“ (2003)
- "Reason“ (2003)
- "Goodbye to Yesterday“ (2007)
- "Maybe“ (2007)
- "Amaze Me/Teardrops“ (2007)
- "Disappear“ (2008)
- "One Life“ (2009)
- "Daylight in Your Eyes (празнична версия)“ (2021)
- "Still in Love with You (празнична версия)“ (2021)
- "Mad Wild“ (2021)

### Видео албуми
- „When the Angels Swing“ (2002)
- „The Best of No Angels“ (2003)
- „Acoutic Angels“ (2004)

## Турнета
- „Rivers of Joy Tour“ (2001)
- „Four Seasons Tour“ (2002)
- „An Intimate Evening With No Angels“ (2010)
- „Celebration Tour“ (2022)